# Wépion
Wépion är en ort i Belgien.   Den ligger i provinsen Namur och regionen Vallonien, i den centrala delen av landet, 60 km sydost om huvudstaden Bryssel. Wépion ligger 135 meter över havet och antalet invånare är 6 493.
Terrängen runt Wépion är platt åt nordost, men åt sydväst är den kuperad. Runt Wépion är det ganska tätbefolkat, med 90 invånare per kvadratkilometer.. Närmaste större samhälle är Namur, 5,0 km norr om Wépion. 
I omgivningarna runt Wépion växer i huvudsak blandskog.